# Rinus Sprong

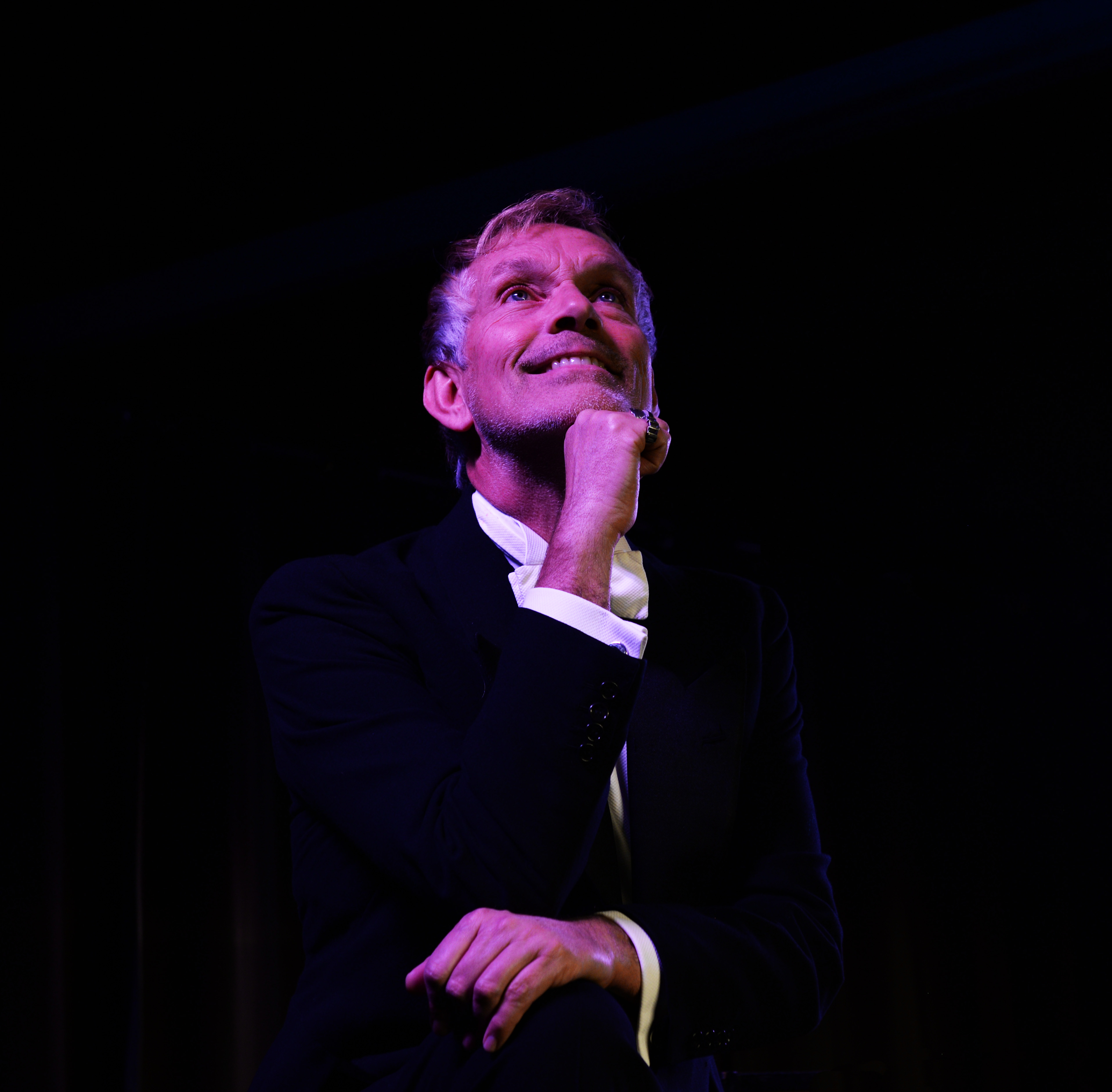
Rinus Sprong

Rinus Sprong (Schiedam, 1959) is een Nederlandse danser, choreograaf en acteur.

## Biografie
Sprong studeerde hij aan de Kleinkunstacademie Amsterdam en de Rotterdamse Dansacademie, waarna hij in 1981 door Jirí Kylián werd aangenomen bij het Nederlands Dans Theater in de tweede groep. Daarna danste hij bij het Theâtre Choréographique de Rennes onder leiding van Gigi Caciuleanu om vervolgens weer in Nederland te dansen bij IntroDans in Arnhem en het Scapino Ballet in Amsterdam. In New York was actief als freelance gastdanser bij onder andere het Hartford Ballet onder leiding van Kirk Peterson, en bij het Shore Ballet. Terug in Nederland werkte hij mee aan diverse projecten voor het Holland Dance Festival, Cadance Festival, Springdance Festival, en producties van zijn eigen gezelschap De Dutch Don’t Dance Division, dat hij in 1996 oprichtte samen met zijn partner Thom Stuart. Toen in 2022 Rusland Oekraïne binnen viel en op initiatief van ballerine Igone de Jongh en Matthijs Bongertsman een gezelschap van gevluchte dansers werd opgericht, in Den Haag, met steun van de Nederlandse regering en de Haagse Gemeente, is hij gevraagd als adviseur en directeur (samen met de Jongh) voor de ongeveer 60 gevluchte dansers, het United Ukrainian Ballet. 
In 2001 was Sprong te zien in de Nederlandse musical Grace, The Musical, waarin hij werkte met regisseur Frans Weisz, tekstschrijver Seth Gaaikema, choreograaf Pat Birch (o.a. Grease) en componist (Big Spender) Cy Coleman. Hij was verder in diverse kleine theaterproducties te zien, waaronder Ma Mag ik Even? (2015) samen met Hannah de Leeuwe en in Jopie, het leven is geen revue (2018), waarin hij de Nederlandse zanger Johannes Heesters vertolkte. In 2023 trad hij op in een programma van zijn hand met het Zeeuws Orkest.
Hij kreeg een bredere publieke bekendheid dankzij de televisieprogramma's The Ultimate Dance Battle (2011), Holland's Got Talent en Everybody Dance Now en Project Dans 2024.
Als choreograaf maakte hij choreografieën voor Fly Away (1997) en voor Ja Zuster Nee Zuster (1999) van het RO-Theater. Zijn balletten waren tevens diverse malen te zien op het Gala Free To Move (2015 en 2019) van de Prinses Beatrix Spierfonds. In 2024 werkte hij voor de NTR in het programma 'Project Dans.
Samen met Thom Stuart choreografeerde hij twee wereldtournees van dj Armin van Buuren, Intense (2016) en Embrace (2017).
Hij geeft ballet- en danslessen bij diverse instituten, zoals Codarts Rotterdam (1991-2001), Fontys Hogeschool voor de Kunsten Tilburg, ArtEz Hogeschool Arnhem, Henny Jurriëns Stichting Amsterdam en Lucia Marthas Institute For performing Arts Amsterdam. In Italië was hij op uitnodiging van Luciano Mattia Cannito jurylid van Oscar della Danza en als repetitor/ coach van het United Ukrainian Ballet, Den Haag.

## Onderscheidingen
- Culturalis Prijs (2012) van de stad Den Haag voor de bijdrage aan de cultuur in de stad .
- Prijs van Verdienste (samen met Thom Stuart) Dansersfonds '79 van het echtpaar Han Ebbelaar en Alexandra Radius, voor het werk in de Nederlandse dans.
- Jacques Senf Prijs (2019) voor het culturele ondernemerschap van DeDDDD.

Hij was voorzitter van de Piket Kunstprijzen Den Haag (2014 en 2015), een initiatief van Mr. F.H. Piket, en voor de gemeente Den Haag werkte hij (2008-2012) als buitengewoon ambtenaar van de burgerlijke stand en voltrok zo'n 115 huwelijken in Den Haag en omstreken.

## Privé
Op 18 augustus 2002 huwde Rinus Sprong met Thom Stuart. Het huwelijk werd voltrokken in de tent van het Werktheater op festival De Parade in het Martin Luther Kingpark Amsterdam door locoburgemeester Geert Dales.